# Вавр

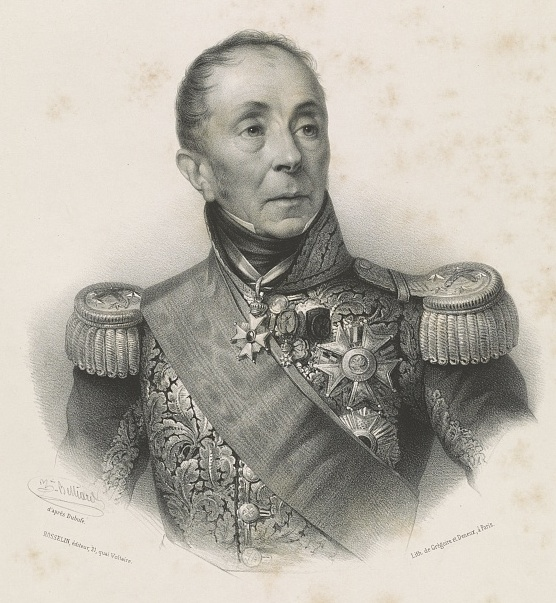
Маршал Груши́

Вавр (фр. Wavre фр. вимова: [wavʁ] ( прослухати); нід. Waver нід. вимова: [ˈʋaːvər] ( прослухати); валлон. Wåve) — місто в Бельгії, на річці Дейле, на колишньому поштовому тракті з Намюра до Брюсселя.

## Історія

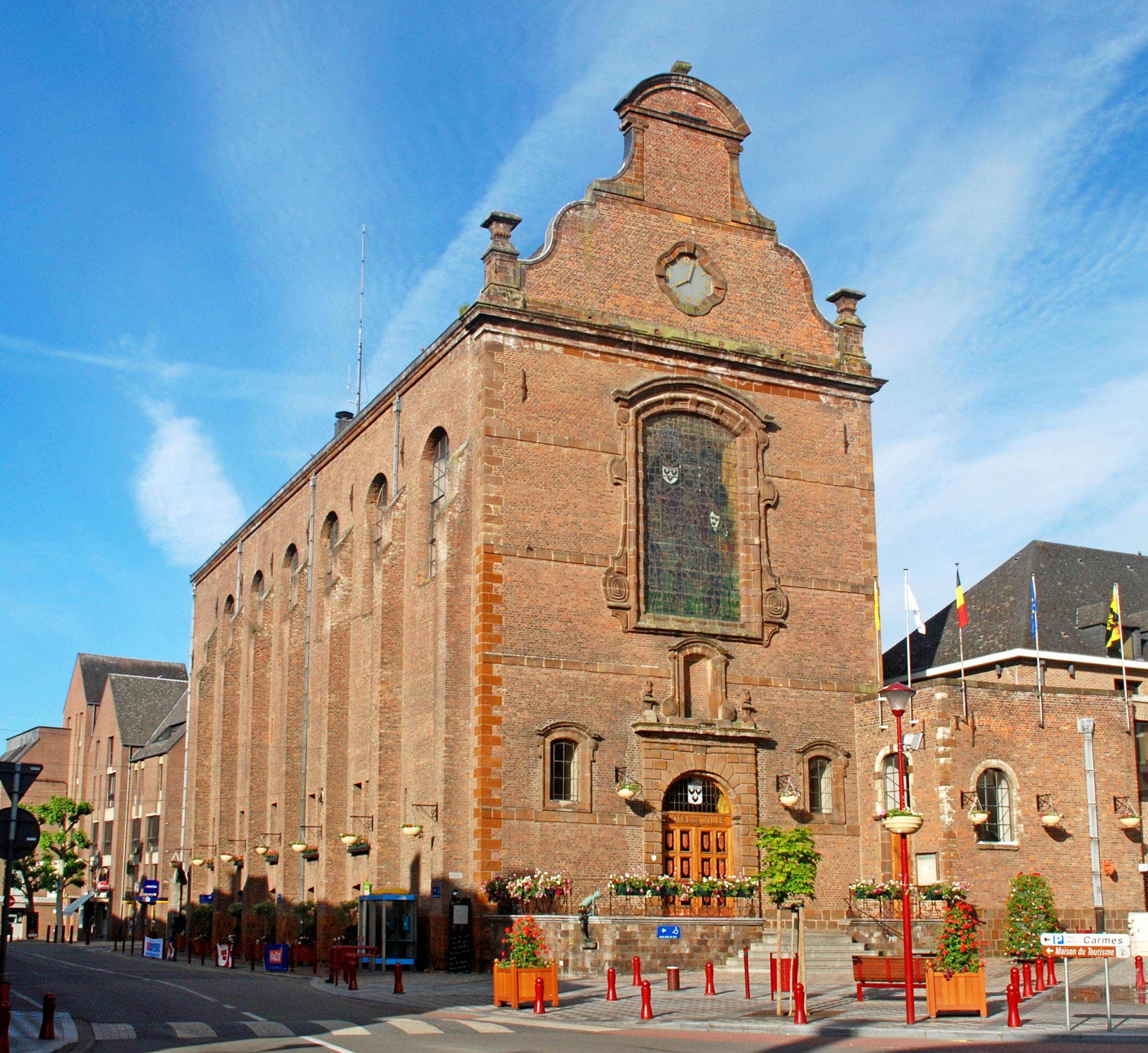
Ратуша Вавр

Місто відоме завдяки наполегливому бою, що відбувся біля нього 18 і 19 червня (за новим стилем) у 1815 році між французами, під керівництвом маршала Груши, і пруським корпусом генерала Тільмана. Перемога, одержанна тут французами, була безплідна, оскільки одночасно з нею сам Наполеон був розбитий при Ватерлоо.